# Star Ocean Ex
Star Ocean EX é um anime baseado no jogo Star Ocean: The Second Story feito pela Enix em 1999 para o Playstation.
O anime se inicia na nave espacial Karnas, indo em direção a Millocinia. A nave é comandada pelo almirante Ronixis J. Kenni, um dos mais importantes membros da Federação Terrestre responsável pelas mais incríveis batalhas e vitórias da mesma, pai de Claude (Crawd na versão japonesa), jovem que tem a honra de acompanhar o almirante em uma missão pela primeira vez. Mas Claude, diferente de seu pai parece não confiar em si mesmo…
A missão da tripulação é considerada simples, uma investigação no planeta Millocinia, que há pouco tempo vem apresentando fenômenos estranhos e atividades de uma energia desconhecida. Momentos antes de chegar ao planeta, a nave enfrenta problemas que são resolvidos graças às ordens precisas do almirante, que mais uma vez demonstra toda sua experiência em situações difíceis. Chegando ao planeta, os dados inicias são comprovados, e o planeta realmente possui uma grande quantidade de energia desconhecida que aparentemente aumentou muito desde a última verificação. Não muito longe do local onde a nave aterrisou é encontrada uma espécie de uma base no formato de uma esfera metálica, provavelmente de origem extraterrestre, e a tal fonte de energia. É claro que eles resolvem aproximar-se do estranho local. Logo chegam a conclusão de se tratar de uma nave de guerra. Claude aproxima-se de um estranho artefato e começa a analisálo. Seu pai ainda tenta convenc~e-lo a afastar-se, mas o jovem não lhe dá ouvidos e acaba, sem querer, ativando a máquina que faz Claude desaparecer…